# Zhuangologie
 (septembre 2010).
La zhuangologie (caractères simplifiés : 壮学; caractères traditionnels : 壯學; pinyin : Zhuàngxué; nom propre: Cuenghhag, signifiant littéralement “Études zhuang”) est l'étude des aspects apparentés à l'ethnie Zhuang. Cela comprend l'histoire de l'ethnie Zhuang, sa langue (le Zhuang), la politique et la collection d'articles zhuang de signification historique, culturelle et religieuse.

## Histoire
Les Zhuang forment un peuple autochtone d'Asie vivant dans le Guangxi, au sud-est de la Chine, possédant sa propre histoire et culture. La plupart des Zhuang suivent la religion traditionnelle zhuang, tenant de l'animisme et du culte des ancêtres.
Jusqu'au XXe siècle, la civilisation zhuang était l'objet soit d'une fascination superficielle, soit de dédain.
À cette époque, les chercheurs zhuang, notamment l'anthropologue zhuang Huang Xianfan et ses élèves Huang Zengqing et Li Ganfen, tentent d'introduire le Relativisme culturel en Chine. La zhuangologie est formulée pour la première fois par l'anthropologue en 1957 dans son Histoire générale de la Zhuang, qui se veut principalement basée sur des études de terrain. Huang Xianfan a développé au cours de sa carrière plusieurs thèmes principaux, notamment la Zhuang comme ethnie et comme langue.
En Chine, les travaux sur le Relativisme culturel de Huang Xianfan ont exercé une grande influence. Il a aussi contribué fortement à la systématisation de cette discipline en Chine, et aux débuts de la zhuangologie comme discipline universitaire authentique qui lui sont associés, Huang Xianfan en étant considéré comme le fondateur.
Depuis quelques décennies, notamment dans les pays étrangers, l'étude du Zhuang et la zhuangologie elle-même s'ouvrent aux autres disciplines, donnant des travaux ayant une approche interdisciplinaire, parmi lesquels ceux de l'historien américain Jeffrey Barlow sur les questions lexicales, les cultures et l'histoire moderne du Zhuang, ou de l'anthropologue japonais Chikadasigeyuki et de l'Australien David Holm.

## Disciplines
La zhuangologie recouvre les disciplines suivantes (dans certaines universités de Chine) :
- Introduction zhuang ： domaine des Sciences humaines et sociales qui tente d'expliciter le fait historique, culturel et religieux du Zhuang.
- Littérature zhuang ： étude de l'histoire littéraire du Zhuang[2].